# Seumadam
Seumadam is een bestuurslaag in het regentschap Aceh Tamiang van de provincie Atjeh, Indonesië. Seumadam telt 4592 inwoners (volkstelling 2010).